# Sân bay quốc tế Djibouti-Ambouli
Sân bay quốc tế Djibouti-Ambouli (IATA: JIB, ICAO: HDAM) là một sân bay hỗn hợp quân sự/dân dụng ở Thành phố Djibouti, Djibouti.
Năm 2004, sân bay này đã phục vụ 182.641 lượt khách.

## Các hãng hàng không và các tuyến điểm
- Air France (Paris-Charles de Gaulle)
- Daallo Airlines (Dubai, London-Gatwick, Paris-Charles de Gaulle)
- Djibouti Airlines (Addis Ababa, Aden, Borama, Boosaaso, Dire Dawa, Dubai, Hargeisa)
- Eritrean Airlines (Asmara)
- Ethiopian Airlines (Addis Ababa)
- Inter-Somalia
- Jubba Airways (Mogadishu)
- Kenya Airways (Addis Ababa, Nairobi)
- Yemenia (Sa'naa)
- British Airways (Addis Ababa, Nairobi)
- Emirates Airline (Dubai, Sa'naa, Djibouti)

## Quân sự
Ngoài việc sử dụng như một sân bay dân dụng, sân bay này còn có sự hiện diện quân sự của quân đội Djibouti cũng như được thuê bởi một số quốc gia khác. Hàng không quân sự chiếm khoảng 75% tổng lưu lượng của sân bay.
- Quân đội Djibouti – Lực lượng Không quân Djibouti nằm ở phía Tây Nam của sân bay.
- Quân đội Pháp[3]
  - Trung đoàn liên hợp hải ngoại số 5 của quân đội Pháp
  - Hàng không hạng nhẹ của quân đội Pháp, 2 chiếc Puma và 1 chiếc trực thăng Gazelle
  - Lực lượng Hàng không và Vũ trụ Pháp (BA 188)
    - Phi đội máy bay chiến đấu 3/11 Corsica với Dassault Mirage 2000-5[4]
    - Escadron de Transport 88 Larzac với Aérospatiale SA 330 Puma và CASA / IPTN CN-235[4]
- Quân đội Hoa Kỳ
  - Trại Lemonnier - trước đây là căn cứ của Quân đoàn nước ngoài của Pháp, trại nằm ở phía nam của sân bay và là một phần của Lực lượng đặc nhiệm hỗn hợp tại Sừng châu Phi
- Lực lượng Phòng vệ Nhật Bản
  - Căn cứ Lực lượng Phòng vệ Nhật Bản Djibouti được thành lập năm 2009 trên khu đất rộng 12 ha liền kề sân bay với hai máy bay P-3C và 180 nhân viên đóng tại đây. Đây là căn cứ duy nhất của JSDF nằm bên ngoài Nhật Bản, nhằm bảo vệ các công dân và tàu bè của Nhật Bản trong khu vực khỏi khủng bố và cướp biển.[5]
- Quân đội Ý
  - Không quân Ý với nhiệm vụ hỗ trợ Lực lượng Hải quân Liên minh Châu Âu - vận hành Máy bay săn mồi General Atomics MQ-1[6]